# Ernst Hellinger
Ernst Hellinger   (Strzegom, 30 de setembre de 1883 - Chicago, 28 de març de 1950) va ser un matemàtic alemany, nacionalitzat nord-americà.

## Vida i Obra
Hellinger va fer els estudis secundaris a Breslau on va coincidir amb Otto Toeplitz, Max Born i Richard Courant, amb els qui va establir una relació d'amistat duradora. Va cursar els estudis universitaris a les universitats de Heidelberg, Breslau i Göttingen, obtenint el doctorat en aquesta darrera, el 1907, amb una tesi dirigida per David Hilbert i en la que va introduir el concepte d'integral de Hellinger.
Després d'estar dos cursos a Göttingen com assistent de Hilbert, va ser nomenat professor a la universitat de Marburg en la qual va estar fins al 1914, any en què va passar a ser professor de la universitat de Frankfurt. El 1935, degut a la seva ascendència jueva, va ser desposseït de tots els seus càrrecs pel govern nazi. Tot i la protecció que li va brindar el seu col·lega i amic Carl Ludwig Siegel va acabar sent deportat el 1938, i empresonat al camp de concentració de Dachau. El seu alliberament i posterior emigració als Estats Units l'any següent, va ser possible gràcies a la intervenció de la seva germana que ja havia marxat als Estats Units uns anys abans. La seva germana estava casada amb el físic Karl Meissner
A partir de 1939 va ser professor de la universitat Northwestern a Evanston (Illinois), molt a la vora de Chicago, fins que es va jubilar el 1949.
Els treballs més importants de Hellinger van ser en anàlisi matemàtica. Sempre se cita en aquest sentit l'article que va escriure conjuntament amb Toeplitz el 1927 per l'enciclopèdia de ciències matemàtiques sobre les equacions integrals i les equacions amb infinites incògnites. També va fer aportacions importants en el camp de la mecànica. A més, va fer alguns treballs d'història de les matemàtiques conjuntament amb Max Dehn.